# Dulcênio Fontes de Matos
Dulcênio Fontes de Matos (ur. 19 października 1958 w Lagarto) – brazylijski duchowny katolicki, biskup Campina Grande od 2017.

## Życiorys
Święcenia kapłańskie przyjął 14 grudnia 1985 i został inkardynowany do diecezji Estância. Po święceniach został wikariuszem w Lagarto, zaś w 1987 został mianowany proboszczem w Umbaúba. Pięć lat później otrzymał nominację na proboszcza parafii katedralnej. Jednocześnie pełnił funkcje członka Rady Kapłańskiej i kolegium konsultorów oraz diecezjalnego koordynatora duszpasterstwa ogólnego.
18 kwietnia 2001 papież Jan Paweł II mianował go biskupem pomocniczym archidiecezji Aracajú oraz biskupem tytularnym Cozyla. Sakry udzielił mu 16 czerwca 2001 biskup Hildebrando Mendes Costa.
12 lipca 2006 papież Benedykt XVI mianował go biskupem diecezji Palmeira dos Índios. Urząd objął 9 września 2006.
11 października 2017 papież Franciszek mianował go biskupem diecezji Campina Grande. Ingres odbył się 2 grudnia tegoż roku.